# Синиша Цветић
Синиша Цветић (Београд, 1994) српски је редитељ. Награђен је за најбољу режију на 44. Међународном филмском фестивалу у Москви за свој дебитантски филм Усековање.

## Биографија
Синиша Цветић рођен је у Београду 1994. године. Испрва је студирао филозофију на Филозофском факултету, али од 2016. студира филмску и ТВ режију на факултету драмских уметности у Београду. Током студија режирао је кратке игране филмове "Компромис", "Неми крик", "Диносаур" и "Извршење".
Гостовао је у првој епизоди РТС серијала о студентском филму 'Рани кадрови' у оквиру које је телевизијској публици представљен кратки филм "Извршење" док му се у студију придружио и сценариста филма Давид Јаковљевић.
На 44. Међународном филмском фестивалу у Москви филм у његовој режији "Усековање" освојио је две награде. Овом филму додељена су признања награда публике за најбољи филм и најбољу режију. На јубиларном 50. Софесту филм је добио награду публике. На Сомборском филмском фестивалу филм је освојио награду "Боер" за најбољи филм у Селекцији  филмова младих аутора.
Све своје филмове ради у сарадњи са својим дугогодишњим пријатељем и сценаристом Давидом Јаковљевићем.

## Филмске режије
| Год.       | Назив                                      | Жанр | Награда |
| ---------- | ------------------------------------------ | ---- | ------- |
| 2010-е     |                                            |      |         |
| 2013.      | Петља                                      |      |         |
| 2014.      | Деструктивна митска сила која прогања Србе |      |         |
| 2018.      | Компромис                                  |      |         |
| 2018.      | Неми крик                                  |      |         |
| 2019.      | Диносаур                                   |      |         |
| 2019.      | Извршење                                   |      |         |
| 2020-е     |                                            |      |         |
| 2021.      | Кидање                                     |      |         |
| 2022.      | Усековање                                  |      |         |
| 2024.      | Јорговани                                  |      |         |
| У припреми | Хајдуци                                    |      |         |
| У припреми | Језа''                                     |      |         |